# Freddie Potts
Freddie Potts, né le 12 septembre 2003 à Barking au Royaume-Uni, est un footballeur anglais qui joue au poste de milieu défensif pour le West Ham.

## Biographie

### Carrière en club
Freddie Potts rejoint West Ham United à l'âge de six ans et signe son premier contrat professionnel avec le club en juin 2021. Le 9 décembre 2021, il fait ses débuts pour West Ham lors d'une défaite 1-0 contre le Dinamo Zagreb en Europa League, en entrant à la 87e minute à la place d'Andriy Yarmolenko.
Le 7 juin 2023, il fait partie de l'équipe victorieuse en finale de la Conference League 2023, contre la Fiorentina à Prague. West Ham remporte son premier trophée majeur en 43 ans grâce à une victoire 2-1.
En juillet 2023, il est prêté dans le club de League One des Wycombe Wanderers pour la saison. L'entraîneur Matt Bloomfield déclare à propos de Potts : « il joue avec une énergie et un physique au milieu du terrain qui conviendra vraiment à la façon dont nous voulons jouer ». Il joue son premier match à Wycombe le 5 août lors d'une défaite 3-0 contre Exeter City. Le 23 septembre, il marque son premier but pour le club lors d'une défaite 3-1 à l'extérieur contre Charlton Athletic. Sa volée de 18 m égalise le score, mais Wycombe concède deux buts en fin de match.
À la fin de la saison 2023-2024, Freddie Potts est élu à la fois joueur des supporters de l'année et jeune joueur de l'année par les supporters des Wycombe Wanderers.
Le 27 août 2024, il signe en Championship du côté de Portsmouth dans le cadre d'un prêt d'une saison.

### Vie privée
Potts est le fils de l'ancien joueur de West Ham United et entraîneur actuel, Steve Potts et le frère de Dan Potts, joueur de Charlton Athletic et ancien joueur de Luton Town.

## Statistiques
| Saison                | Club                     | Championnat           | Championnat | Championnat | Championnat | Coupe nationale | Coupe nationale | Coupe nationale | Coupe de la Ligue | Coupe de la Ligue | Coupe de la Ligue | Compétition(s) continentale(s) | Compétition(s) continentale(s) | Compétition(s) continentale(s) | Compétition(s) continentale(s) | EFL Trophy | EFL Trophy | EFL Trophy | Total | Total | Total |
| Saison                | Club                     | Division              | M.          | B.          | P.d.        | M.              | B.              | P.d.            | M.                | B.                | P.d.              | Comp.                          | M.                             | B.                             | P.d.                           | M.         | B.         | P.d.       | M.    | B.    | P.d.  |
| 2021-2022             | West Ham U21             | EFL Trophy            | -           | -           | -           | -               | -               | -               | -                 | -                 | -                 | -                              | -                              | -                              | -                              | 1          | 0          | 0          | 1     | 0     | 0     |
| 2022-2023             | West Ham U21             | EFL Trophy            | -           | -           | -           | -               | -               | -               | -                 | -                 | -                 | -                              | -                              | -                              | -                              | 2          | 1          | 0          | 2     | 1     | 0     |
| 2021-2022             | West Ham                 | Premier League        | -           | -           | -           | -               | -               | -               | -                 | -                 | -                 | C3                             | 1                              | 0                              | 0                              | -          | -          | -          | 1     | 0     | 0     |
| 2022-2023             | West Ham                 | Premier League        | -           | -           | -           | -               | -               | -               | -                 | -                 | -                 | C4                             | 2                              | 0                              | 0                              | -          | -          | -          | 2     | 0     | 0     |
| 2023-2024             | West Ham                 | Premier League        | -           | -           | -           | -               | -               | -               | -                 | -                 | -                 | -                              | -                              | -                              | -                              | -          | -          | -          | 0     | 0     | 0     |
| Sous-total            | Sous-total               | Sous-total            | -           | -           | -           | -               | -               | -               | -                 | -                 | -                 | -                              | 3                              | 0                              | 0                              | -          | -          | -          | 3     | 0     | 0     |
| 2023-2024             | Wycombe Wanderers (prêt) | League One            | 36          | 2           | 2           | 1               | 0               | 0               | 2                 | 0                 | 0                 | -                              | -                              | -                              | -                              | 4          | 0          | 0          | 43    | 2     | 2     |
| 2024-2025             | Portsmouth FC (prêt)     | Championship          | 5           | 1           | 0           | 0               | 0               | 0               | -                 | -                 | -                 | -                              | -                              | -                              | -                              | -          | -          | -          | 5     | 1     | 0     |
| Total sur la carrière | Total sur la carrière    | Total sur la carrière | 41          | 3           | 2           | 1               | 0               | 0               | 2                 | 0                 | 0                 | -                              | 3                              | 0                              | 0                              | 7          | 1          | 0          | 54    | 4     | 2     |

## Palmarès

### En club
| West Ham (1)                            | Wycombe Wanderers (0)            |
| --------------------------------------- | -------------------------------- |
| - Conference League - Vainqueur en 2023 | - EFL Trophy - Finaliste en 2024 |

### Distinctions individuelles
- Élu meilleur joueur des Wycombe Wanderers de la saison 2023-24[8]